# Gonatium biimpressum
Gonatium biimpressum là một loài nhện trong họ Linyphiidae.
Loài này thuộc chi Gonatium. Gonatium biimpressum được Eugène Simon miêu tả năm 1884.